# Spartacus (TV-serie)
Spartacus är en amerikansk tv-serie som hade premiär den 22 januari 2010. Serien är fokuserad på den historiska Spartacus (spelad av Andy Whitfield July 17, 1972 – September 11, 2011), en thrakisk gladiator som från 73 till 71 f.Kr. ledde ett stort slavuppror mot den romerska republiken. Serien visades fredagar på TV6 klockan 22.00. I de versioner som sänds på tv har de blodigare scenerna och vissa sexscener klippts bort eller förkortats, originalserien är mycket blodigare. Den oklippta serien har därför också 15 års åldersgräns. Alla scener finns med på dvd-utgåvan av serien.
Spartacus sändes i fyra säsonger:
- Spartacus: Blood and Sand
- Spartacus: Gods of the Arena
- Spartacus: Vengeance
- Spartacus: War of the Damned